# Dreamfields Festival
Le Dreamfields Festival est un festival de musique électronique d'une journée organisé annuellement à Zevenaar, aux Pays-Bas.

## Histoire
Le festival est organisé pour la première fois en 2011 sur les rives du lac Lathumse Plas à Lathum, dans la commune de Zevenaar, dans la province de la Gueldre, et accueille 9 000 visiteurs sur quatre scènes. Les organisateurs sont gérants de clubs The Matrixx. Il se transforme en un événement de deux jours avec six scènes et un total de 30 000 spectateurs. En 2014 et 2015, une version du festival est organisée à Bali, en Indonésie. Depuis 2018, il existe une version à Zapopan, au Mexique,.
Pendant la pandémie de Covid-19, le festival est supprimé en 2021 malgré l'espoir d'organiser une dixième édition, et revient en 2022 sous la forme d'un festival d'un jour. Depuis 2023, cela se poursuit et 2025 sera à nouveau un festival d'un jour. 

## Participants notables

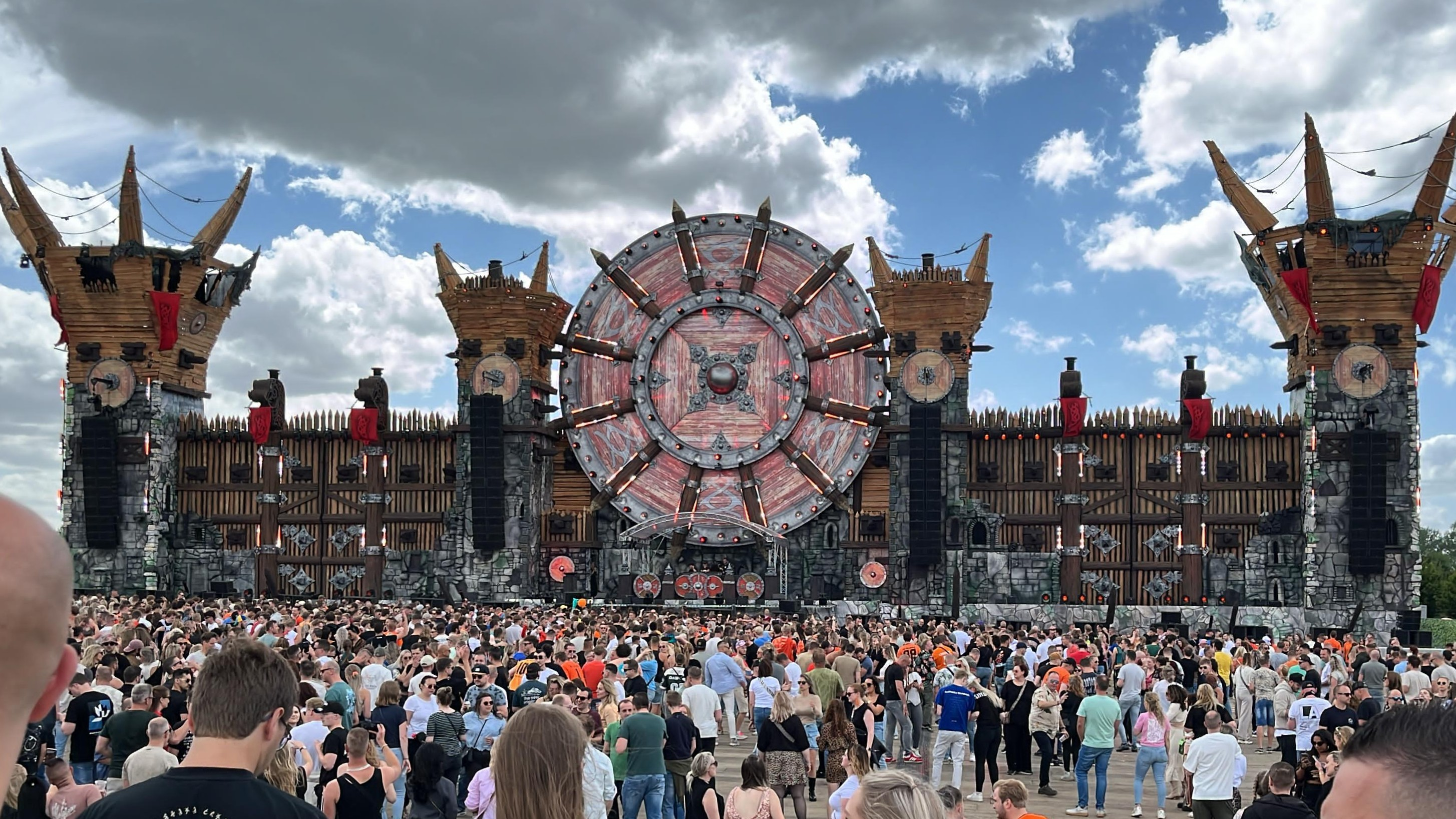
Scène principale de l'édition de 2024.

Hardwell, Nicky Romero, Nervo, Bingo Players, Martin Garrix, Steve Aoki, Showtek, Marshmello, Timmy Trumpet, et Lucas and Steve.